# Иванов-Ринов, Павел Павлович
 Па́вел Па́влович Иванов-Ринов (Павел Павлович Иванов; 26 июля 1869, Семипалатинская область — 19??) — российский военный деятель, деятель Белого движения в Сибири и на Дальнем Востоке в 1918—1922 годах. Полковник (1913). Генерал-лейтенант (1919). Атаман Сибирского казачества (1918)

## Биография
Родился в Семипалатинской области в семье офицера-дворянина. Окончил Сибирский кадетский корпус в Омске (1888) и Павловское военное училище (1890). Вступил в службу хорунжим в 3-й Сибирский казачий полк. В 1900 году перешёл из казачьих войск на службу в Туркестанский военный округ, где прослужил до 1904 года, вернувшись в 7-й Сибирский казачий полк. В 1906—1914 годах служил уездным начальником Пржевальского, Верненского и Ходжентского уездов в Туркестанском военном округе. Получил чин подполковника.
Участник Первой мировой войны. Участвовал в боях в Карпатских горах, произведён в полковники. В 1916 году отозван с фронта. Сыграл решающую роль в подавлении восстания в Туркестане. Покинул Туркестан после Февральской революции 1917 года, зачислен в резерв Кавказского военного округа. С сентября 1917 года — командир 1-го Сибирского казачьего полка, с ноября — Отдельной Сибирской казачьей бригады, которую привёл в Петропавловск в 1918 году для расформирования.

Атаман Сибирского войска П. П. Иванов-Ринов с атаманом Г. М Семёновым и в группе единомышленников

Атаман Иванов-Ринов

После захвата власти большевиками в начале 1918 года начал подпольную деятельность, вскоре стал руководителем антибольшевистских отрядов Степной Сибири. В это же время принял псевдоним Ринов. После свержения в Омске советской власти становится командиром 2-го Степного Сибирского корпуса, затем избран войсковым атаманом Сибирского казачьего войска. С 1 октября по 4 ноября 1918 года — Военный министр Временного Сибирского правительства, сменив на этом посту А. Н. Гришина-Алмазова. Одновременно — командующий Сибирской армией. Находясь на своём посту, ввёл звания и погоны императорской армии. 13 сентября 1918 года издал указ, согласно которому все офицеры, служившие у большевиков, объявлялись предателями.  Признал приход к власти А. В. Колчака, после чего был назначен командующим Семиреченским фронтом с сохранением должности командующего Сибирской армией.
В декабре 1918 года возглавил подавление мятежа большевиков в Омске. 23 декабря того же года снят с поста командующего Сибирской армией и отправлен во Владивосток, где был назначен командующим войсками Приамурского военного округа. В мае 1919 года вернулся в Омск, руководил формированием Отдельного Сибирского казачьего корпуса, с переменным успехом участвовал в боях на реке Тобол и 11 сентября был награждён орденом Св. Георгия 4-й степени. Обвинялся общественными и военными кругами в бездействии и провале Тобольского наступления в августе — октябре 1919 года. За недельное бездействие на фронте в сентябре 1919 года отстранён Колчаком от командования. В ноябре 1919 года покинул Омск, арестован генералом Пепеляевым за измену. Освобождён, бежал в Красноярск, где находился на нелегальном положении. Эмигрировал в Харбин в марте 1920 года. В 1921 году — начальник штаба войск атамана Семёнова на Дальнем Востоке. Вскоре занял должность начальника тыла армии во Владивостоке. В 1922 году вместе с остатками войск генерала Дитерихса эвакуировался в Корею. С 1924 года — в Китае. С 1922 сотрудничал с советским агентом Гущиным, осенью 1925 разоблачён полковником Г. В. Енборисовым, после чего бежал в СССР, где был расстрелян. Войсковым правительством в Зарубежье и представителями Сибирского казачьего войска лишён звания войскового атамана.

## Награды
- Орден Святого Владимира 4-й степени (ВП 16.05.1915)
- Орден Святого Владимира 3-й степени с мечами (ВП 24.05.1916)
- мечи и бант к ордену Святого Владимира 4-й степени (ВП 5.01.1917)
- Орден Святого Георгия 4-й степени (Приказ ВП и ВГК 11.09.1919)